# Berville-en-Caux
Pour les articles homonymes, voir Berville.
Berville-en-Caux est une commune française située dans le département de la Seine-Maritime en région Normandie.

## Géographie
Les communes limitrophes sont  Amfreville-les-Champs, Boudeville, Doudeville, Lindebeuf, Ouville-l'Abbaye, Prétot-Vicquemare et Étalleville.
Berville-en-Caux, est située dans le pays de Caux à côté de Doudeville aussi appelé la capitale du lin car le pays de Caux est le département le plus producteur de lin au niveau mondial. Le lin est exporté partout dans le monde y compris en Chine.
Le territoire de la commune est limitrophe de ceux de sept communes :
|                       | Étalleville      | Prétot-Vicquemare Boudeville |
| Doudeville            | Berville-en-Caux | Lindebeuf                    |
| Amfreville-les-Champs |                  | Ouville-l'Abbaye             |

### Hydrographie
La commune est située dans le bassin Seine-Normandie. Elle n'est drainée par aucun cours d'eau,.

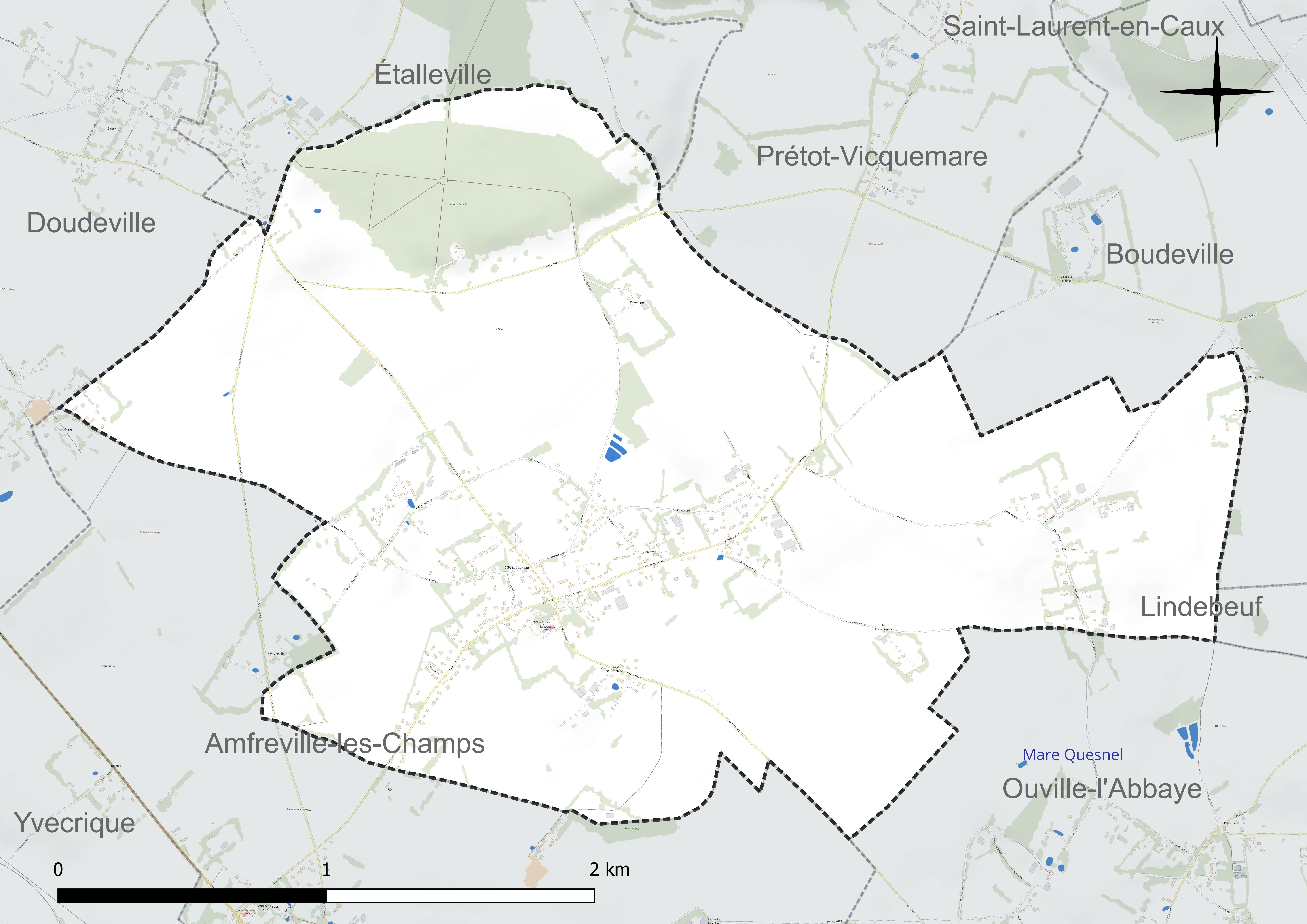
Réseau hydrographique de Berville-en-Caux.

### Climat
Pour des articles plus généraux, voir Climat de la Normandie et Climat de la Seine-Maritime.
En 2010, le climat de la commune est de type climat océanique franc, selon une étude du CNRS s'appuyant sur une série de données couvrant la période 1971-2000. En 2020, Météo-France publie une typologie des climats de la France métropolitaine dans laquelle la commune est exposée à un climat océanique et est dans la région climatique Côtes de la Manche orientale, caractérisée par un faible ensoleillement (1 550 h/an) ; forte humidité de l’air (plus de 20 h/jour avec humidité relative > 80 % en hiver), vents forts fréquents. Parallèlement le GIEC normand, un groupe régional d’experts sur le climat, différencie quant à lui, dans une étude de 2020, trois grands types de climats pour la région Normandie, nuancés à une échelle plus fine par les facteurs géographiques locaux. La commune est, selon ce zonage, exposée à un « climat maritime », correspondant au Pays de Caux, frais, humide et pluvieux, légèrement plus frais que dans le Cotentin.
Pour la période 1971-2000, la température annuelle moyenne est de 10,2 °C, avec une amplitude thermique annuelle de 13,6 °C. Le cumul annuel moyen de précipitations est de 955 mm, avec 13,7 jours de précipitations en janvier et 8,6 jours en juillet. Pour la période 1991-2020, la température moyenne annuelle observée sur la station météorologique la plus proche, située sur la commune d'Ectot-lès-Baons à 8 km à vol d'oiseau, est de 10,8 °C et le cumul annuel moyen de précipitations est de 905,5 mm,. Pour l'avenir, les paramètres climatiques de la commune estimés pour 2050 selon différents scénarios d'émission de gaz à effet de serre sont consultables sur un site dédié publié par Météo-France en novembre 2022.

## Urbanisme

### Typologie
Au 1er janvier 2024, Berville-en-Caux est catégorisée commune rurale à habitat dispersé, selon la nouvelle grille communale de densité à sept niveaux définie par l'Insee en 2022.
Elle est située hors unité urbaine et hors attraction des villes,.

### Occupation des sols
L'occupation des sols de la commune, telle qu'elle ressort de la base de données européenne d’occupation biophysique des sols Corine Land Cover (CLC), est marquée par l'importance des territoires agricoles (85,6 % en 2018), une proportion identique à celle de 1990 (85,6 %). La répartition détaillée en 2018 est la suivante : 
terres arables (65,7 %), prairies (19,9 %), forêts (7,3 %), zones urbanisées (7,1 %). L'évolution de l’occupation des sols de la commune et de ses infrastructures peut être observée sur les différentes représentations cartographiques du territoire : la carte de Cassini (XVIIIe siècle), la carte d'état-major (1820-1866) et les cartes ou photos aériennes de l'IGN pour la période actuelle (1950 à aujourd'hui).

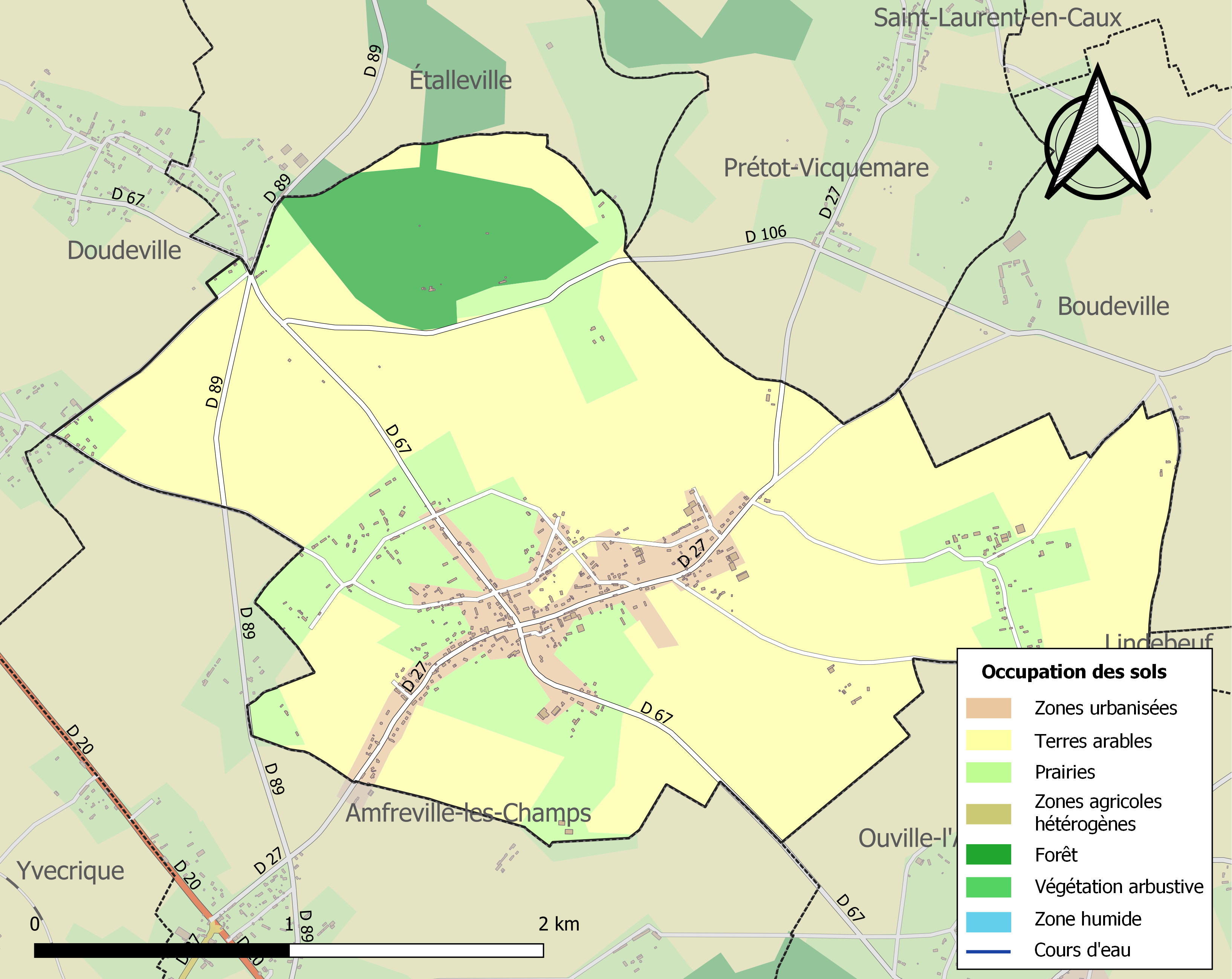
Carte des infrastructures et de l'occupation des sols de la commune en 2018 (CLC).

## Toponymie
Le nom de la localité est attesté sous les formes Berrevilla et Ecclesia Sancti Wandregisili de Berville au XIIe siècle ; Ecclesia de Berrevilla vers 1240 ; Berrevilla en 1337 (Longnon) ; Berville en 1391 ; Berrevilla en 1398 et 1422 ; Saint Wandrille de Berville 1565 ; Terre et seigneurie de Berreville en 1538 ; Ecclesia seu prioratus curatus Sancti Wandregisili de Berville en 1653 ; Saint Wandrille de Berville en Caux 1740 (Duplessis) ; Berville en 1715 (Frémont) et en 1757 (Cassini) ; Berville-en-Caux en 1957.
Le pays de Caux est une région naturelle de Normandie.

## Politique et administration
| Période                                  | Période                    | Identité             | Étiquette | Qualité                                     |
| ---------------------------------------- | -------------------------- | -------------------- | --------- | ------------------------------------------- |
| 1909                                     |                            | Gustave Clouet       |           |                                             |
| Les données manquantes sont à compléter. |                            |                      |           |                                             |
| juin 1995                                | décembre 2012              | Serge Barré          |           | Démissionnaire                              |
| décembre 2012                            | En cours (au 10 août 2020) | François-Marie Léger |           | Agriculteur Réélu pour le mandat 2020-2026, |

## Démographie
L'évolution du nombre d'habitants est connue à travers les recensements de la population effectués dans la commune depuis 1793. Pour les communes de moins de 10 000 habitants, une enquête de recensement portant sur toute la population est réalisée tous les cinq ans, les populations de référence des années intermédiaires étant quant à elles estimées par interpolation ou extrapolation. Pour la commune, le premier recensement exhaustif entrant dans le cadre du nouveau dispositif a été réalisé en 2004.

En 2022, la commune comptait 709 habitants, en évolution de +10,78 % par rapport à 2016 (Seine-Maritime : +0,35 %, France hors Mayotte : +2,11 %).
| 1793  | 1800 | 1806 | 1821  | 1831  | 1836  | 1841  | 1846  | 1851  |
| ----- | ---- | ---- | ----- | ----- | ----- | ----- | ----- | ----- |
| 1 025 | 912  | 977  | 1 082 | 1 148 | 1 282 | 1 256 | 1 290 | 1 321 |

| 1856  | 1861  | 1866  | 1872  | 1876  | 1881 | 1886 | 1891 | 1896 |
| ----- | ----- | ----- | ----- | ----- | ---- | ---- | ---- | ---- |
| 1 210 | 1 225 | 1 187 | 1 123 | 1 010 | 907  | 835  | 825  | 674  |

| 1901 | 1906 | 1911 | 1921 | 1926 | 1931 | 1936 | 1946 | 1954 |
| ---- | ---- | ---- | ---- | ---- | ---- | ---- | ---- | ---- |
| 618  | 546  | 489  | 429  | 394  | 404  | 414  | 410  | 393  |

| 1962 | 1968 | 1975 | 1982 | 1990 | 1999 | 2004 | 2006 | 2009 |
| ---- | ---- | ---- | ---- | ---- | ---- | ---- | ---- | ---- |
| 369  | 380  | 411  | 419  | 473  | 480  | 528  | 541  | 544  |

| 2014 | 2019 | 2022 | - | - | - | - | - | - |
| ---- | ---- | ---- | - | - | - | - | - | - |
| 621  | 680  | 709  | - | - | - | - | - | - |

## Culture locale et patrimoine

### Lieux et monuments
Église Saint-Wandrille (démolie en 2012), la mairie, l'école primaire.

### Personnalités liées à la commune
- Jean Boulnois, né à Berville-en-Caux le 19 mars 1904, est un médecin, ethnologue et écrivain, mort en 1956 à Philippeville en Algérie française et auteur d'un ouvrage de référence sur L'empire de Gao.